# Schwarze Schlupfwespe
Die Schwarze Schlupfwespe (Pimpla rufipes) ist eine Schlupfwespe aus der Unterfamilie der Pimplinae.

## Merkmale
Die schlanken Schlupfwespen besitzen eine Körperlänge von 10–15 mm.
Kopf, Halsschild, Fühler und Hinterleib sind schwarz. Die Beine sind fast vollständig hellorange. Lediglich die Coxae, die Basis der Femora sowie die hinteren Tarsen sind schwarz. Die Weibchen, die etwas größer als ihre männlichen Artgenossen werden, verfügen über einen relativ dicken und kurzen Legestachel.

## Vorkommen und Lebensraum
Die Schwarze Schlupfwespe ist in der westlichen Paläarktis (weite Teile Europas, Nordafrika) verbreitet. Die Insekten findet man häufig an Waldrändern, Lichtungen und Hecken.

## Lebensweise
Die adulten Schlupfwespen fliegen von Juni bis Oktober.
Man findet die Schlupfwespen an Blüten des Rainfarns (Tanacetum vulgare), wo sie Pflanzennektar aufnehmen.
Als Wirt der Schwarzen Schlupfwespe dienen Puppen einer Vielzahl von Schmetterlingsarten.
In kleineren Puppen wird ein unbefruchtetes Ei abgelegt, aus welchem sich ein Männchen entwickelt. In größeren Puppen wird dagegen ein befruchtetes Ei abgelegt, aus welchem sich ein Weibchen entwickelt. Die adulten Schlupfwespen überwintern.

## Ähnliche Arten
- Apechthis compunctor – Die Weibchen lassen sich anhand der Legestachel unterscheiden: Bei Pimpla rufipes ist er gerade nach hinten gerichtet, bei Apechthis compunctor ist er nach unten gebogen.[2]

## Taxonomie
In der Literatur werden folgende Synonyme verwendet:
- Pimpla instigator (Fabricius, 1793)

## Etymologie
Der Namenszusatz rufipes leitet sich vom Griechischen und Lateinischen ab: rufus = „rot“ und pes = „Fuß“.

## Bilder

### Männchen

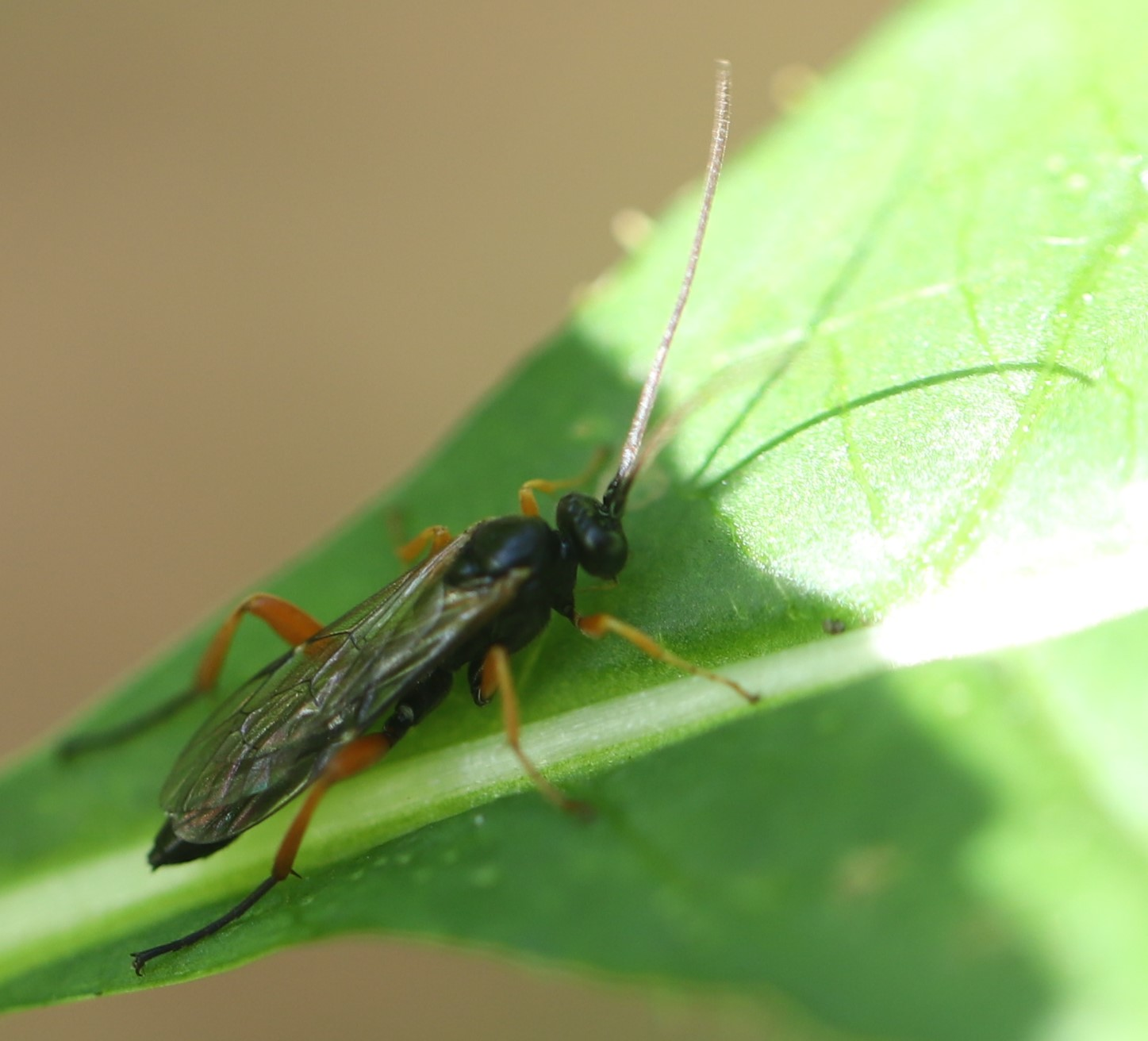
♂ Seitenansicht
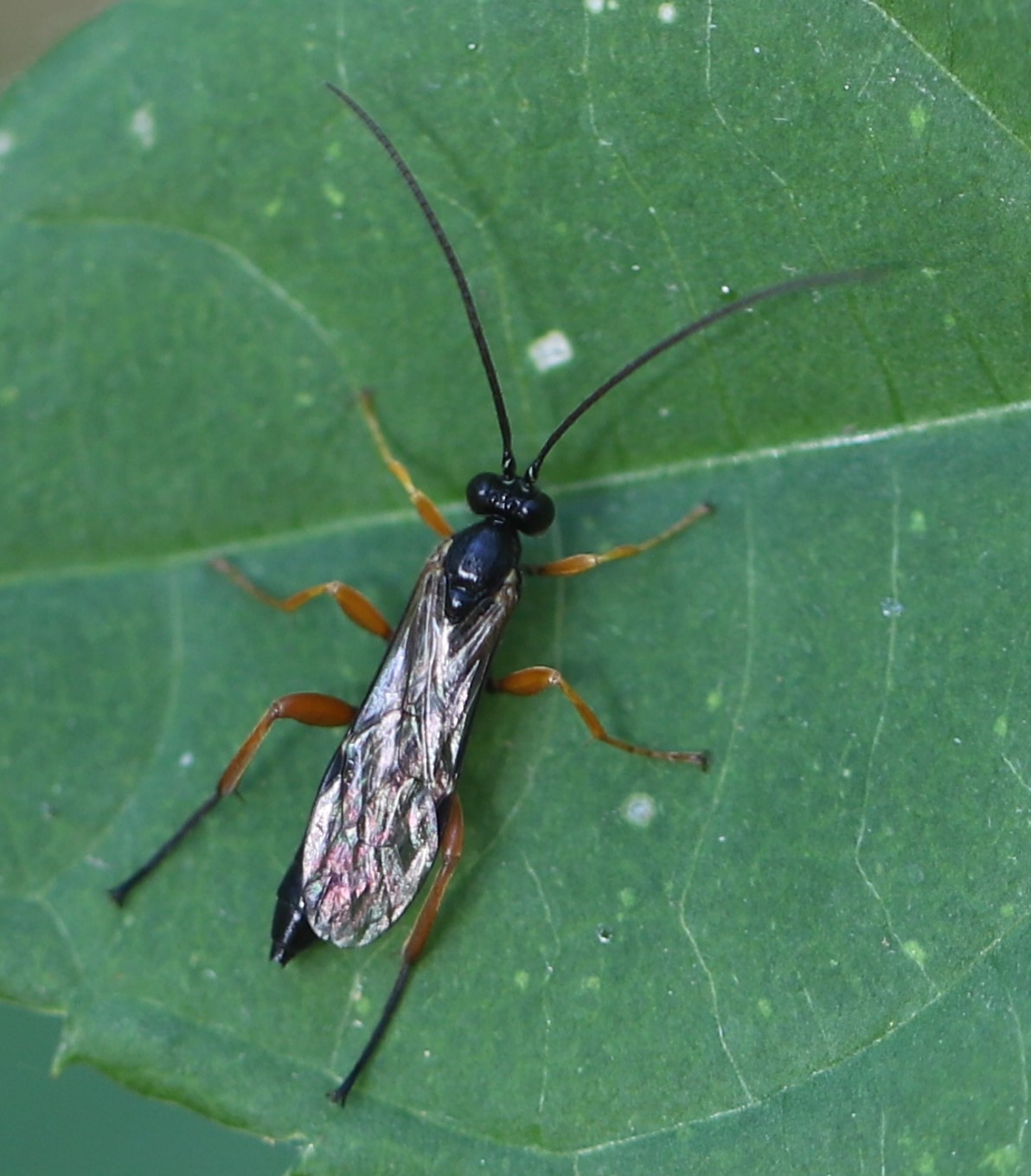
♂ Dorsalansicht
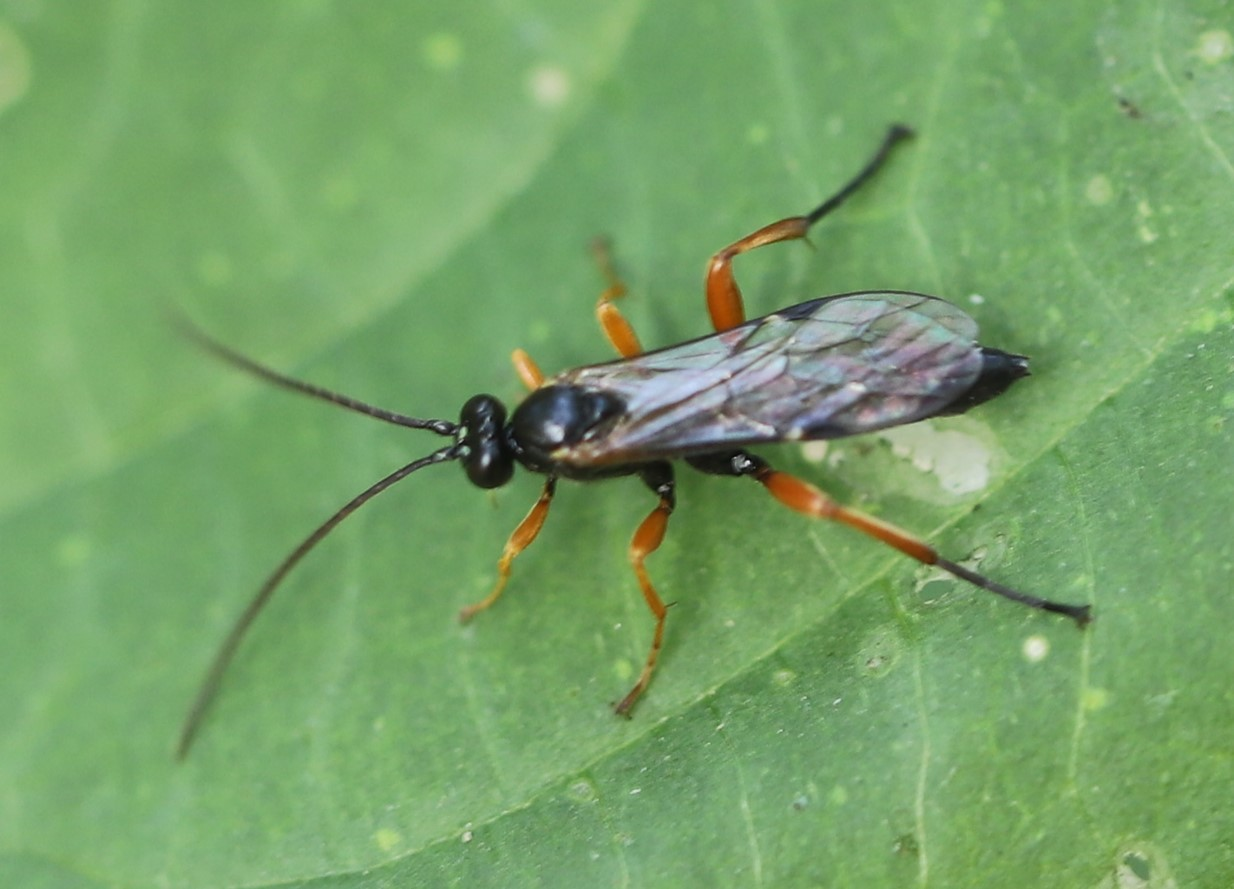
♂ schwarze Coxae erkennbar

### Weibchen

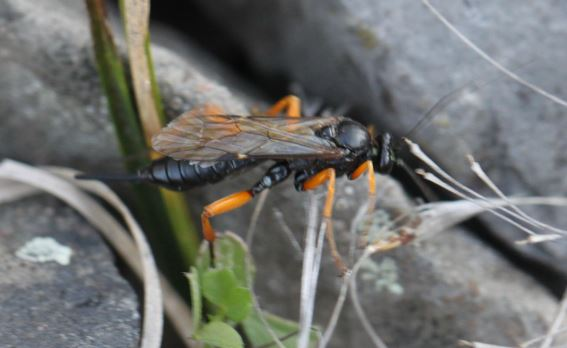
♀ Seitenansicht
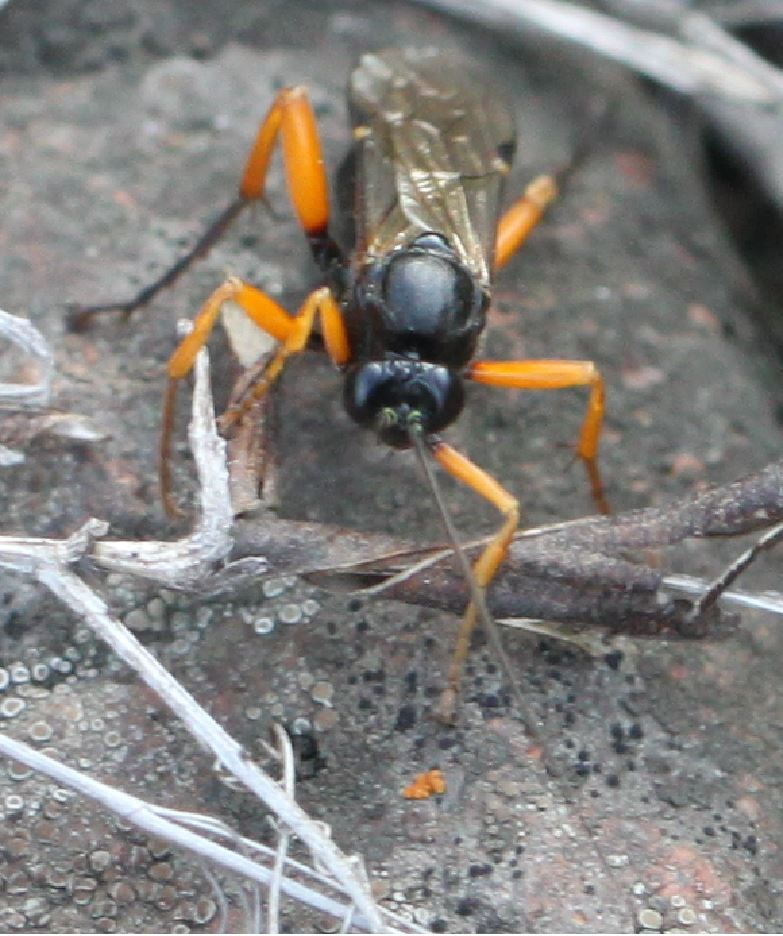
♀ Frontansicht